# Amedegnatiana vicheti
Amedegnatiana vicheti is een rechtvleugelig insect uit de familie sabelsprinkhanen (Tettigoniidae). De wetenschappelijke naam van deze soort is voor het eerst geldig gepubliceerd in 1950 door Delmas & Rambier.
1. ↑  (en) Amedegnatiana vicheti op de IUCN Red List of Threatened Species.